# Jilm na Kozím Hřbetu
Jilm na Kozím Hřbetu je památný strom v osadě Velký Kozí Hřbet, jižně od Rejštejna v okrese Klatovy. Jilm horský (Ulmus glabra Huds.) roste v nadmořské výšce 840 m, ve středu vsi u kaple, obvod jeho kmene je 312 cm (měření 2014). Strom je chráněn od 12. února 2015 jako esteticky zajímavý strom, krajinná dominanta, významný vzrůstem a významný krajinný prvek.

## Památné stromy v okolí
- Dub na Kozím Hřbetu
- Jilm pod Kozincem
- Leškovy lípy
- Lípa na Kozím Hřbetu
- Lípa na Myších Domcích
- Lípa na Wunderbachu